# フアン・ホセ・コーボ
フアン・ホセ・コーボ・アセーボ（Juan José Cobo Acebo、1981年2月11日 - ）は、スペイン、カンタブリア州のトレラベーガ出身の元自転車競技選手。

## 経歴
2003年
- 国内選手権U-23個人タイムトライアルで優勝。

2004年
- サウニエル・ドゥバル＝プロディール（後のジェオックス・TMC）と契約。

2007年
- バスク一周総合優勝及びポイント賞獲得(第1、5ステージ勝利)
- ツール・ド・フランス総合20位。

2008年
無念のチーム全員リタイア
- ツール・ド・フランスでは、ピレネー越えステージの第10ステージにおいて、チームメイトであったレオナルド・ピエポリとともにゴール地点となるオタカムへ向かう上りでアタックを成功させ、自身は2位だったが、ピエポリとワンツーフィニッシュを決め、この時点で、チームメンバーの中では最高位となる総合8位に浮上した。ところが第12ステージ直前、禁止薬物であるCERA使用の疑いにより、チームリーダーであったリカルド・リッコがフランス警察当局に身柄を拘束され、レースから除外されたことや、ピエポリにも禁止薬物使用の疑いがあった（後にピエポリにもCERA陽性反応が検出された）ことを重く見たサウニエル・ドゥバル＝スコット（当時のチーム名）が、当年のツール・ド・フランスからの撤退を表明したことから、リタイアを余儀なくされてしまった。
- ブエルタ・ア・ブルゴス 区間1勝（第5）
- ポルトガル一周 区間1勝（第9）

2009年
- ブエルタ・ア・カスティーリャ・イ・レオン 区間1勝（第4）
- ブエルタ・ア・エスパーニャ第19ステージ制覇、総合10位。
- ジロ・ディ・ロンバルディア 9位
- ジャパンカップサイクルロードレース 4位

2010年
- ケス・デパーニュ（後のモビスター・チーム）に移籍。

2011年
- ジェオックス - TMC に移籍。
- ブエルタ・ア・ブルゴス 総合3位

ブエルタ・ア・エスパーニャ 総合優勝
- ブエルタ・ア・エスパーニャ
  -  総合優勝
  -  複合賞
  - ブエルタ・ア・ブルゴスで総合3位に入ったことを受け、ジェオックス・TMCのチームリーダーとしてブエルタ・ア・エスパーニャに出場。第9ステージで区間3位に入り、この時点で総合10位に浮上。第14ステージでは区間2位に入り、総合4位に浮上した。そしてアングリルがゴールの第15ステージを制覇し、ブラッドリー・ウィギンスから総合首位の座を奪った。第17ステージで一度は先頭に立ちながらも、最後に区間優勝を奪われたクリス・フルームに13秒差まで縮められたが、その後はサポート陣がしっかりとフルーム、ウィギンスのチーム・スカイコンビを抑え込み、そのまま13秒差のリードを守って総合優勝を果たした。
  - 山岳賞部門 3位

2012年
- モビスター・チームに移籍。

2014年
- 引退。

2019年
- 7月18日、UCIはドーピング違反が確定したとして、2009年のUCIロード世界選手権の成績、及び2009年と2011年のブエルタ・ア・エスパーニャの成績を失格処分とした[1]。